# Sé (Angra do Heroísmo)
Sé es una freguesia portuguesa perteneciente al municipio de Angra do Heroísmo, situado en la Isla Terceira, Región Autónoma de Azores. Posee un área de 1,84 km² y una población total de 1 200 habitantes (2001). La densidad poblacional asciende a 652,2 hab/km².
- Datos: Q2451327
- Multimedia: Sé (Angra do Heroísmo) / Q2451327

1. ↑  Worldpostalcodes.org,código postal n.º 9700-171.